# Kirchenlamitz
Kirchenlamitz (en allemand : /kɪʁçn̩ˈlaːmɪt͡s/ ? Écouter [Fiche]) est une ville de la Haute-Franconie (Oberfranken en allemand) de l'arrondissement de Wunsiedel im Fichtelgebirge située sur la route de la porcelaine (voir aussi Selb, Meissen). Le modeste ruisseau qui la traverse est la Lamitz.

## Quartiers
Les villages situés aux alentours Kirchenlamitz et faisant partie de la circonscription sont :
| - Buchhaus - Dörflas - Fahrenbühl - Fichtenhammer - Großschloppen - Hohenbuch - Kleinschloppen | - Mittelschieda - Niederlamitz - Oberschieda - Raumetengrün - Reicholdsgrün - Unterschieda |

## Histoire
L'histoire de Kirchenlamitz est intimement liée à celle du château fort Epprechtstein situé à environ 2 km au sud-ouest (voir l'article qui lui est consacré). En 1352, les burgraves (Burggraf) de Nuremberg conquirent ce fief occupé précédemment par des chevaliers brigands puis vinrent à posséder peu de temps après toutes les propriétés environnantes et donc la ville située aux pieds de la forteresse. Le burgrave Friedrich V. de Nuremberg décerna en 1374 le droit de cité que la ville perdit plus tard. Le comté  (Markgrafschaft) de Ansbach-Bayreuth, auquel la ville appartenait plus tard devint en 1791 la propriété du royaume de Prusse. À la suite de l'occupation par les troupes napoléoniennes pendant quatre ans, la ville et la forteresse furent confiées au royaume de Bavière en 1810. Kirchenlamitz n'obtint à nouveau le statut de ville libre qu'en 1901.

## Personnalités
- Wilhelm Löhe, Vicaire à Kirchenlamitz

## Politique
Le conseil municipal compte 17 membres avec le maire.
- CSU: 5 sièges
- SPD: 6 sièges
- FWG (indépendants) : 6 sièges

(Date : élections communales du 3 mars 2002)

### Jumelages
Kobyla Góra en Pologne.

## Vie culturelle et curiosités dignes d'intérêt

### Édifices importants
- Ruines de la forteresse Epprechtstein au lieu-dit "Buchhaus"
- Carrières de granit
- Ancienne fabrique de porcelaine (Winterling)

### Fêtes
Kermesse de Kirchenlamitz (Wiesenfest) début juillet.

### Spécialités culinaires / langage
Écrevisses
On appelle les habitants, les Krebsbacker (c'est aussi le nom d'une revue locale), ce qui signifie "ceux qui font les écrevisses au four".
Un poème local relate l'histoire d'un boulanger qui avait mal enfermé des écrevisses vivantes prévues pour son déjeuner. Pendant qu'il faisait un somme, elles se seraient évadées et seraient tombées dans le pétrin. Un client cherchant le boulanger aurait trouvé les écrevisses dans cet endroit inattendu et aurait colporté l'histoire.
- 1 - Pour les germanistes : dans le dialecte francique oriental, il y a par exemple identité de prononciation des termes Begleitung et Bekleidung (accompagnement et habillement). Le dialecte de la région ne distinguant cependant pas le b du p (ni d/t et g/k), on peut aussi comprendre Krebspacker, ce qui signifierait alors "pêcheurs d'écrevisses" et aurait tout son sens.

### Botanique
Dans les forêts environnantes on trouve la trientale boréale, une plante typique de la région. 